# Galáxia Anã Elíptica de Sagitário
A Galáxia Anã Elíptica de Sagitário ou SagDEG (do inglês, Sagittarius Dwarf Elliptical Galaxy), também conhecida como Galáxia Anã Esferoidal de Sagitário (do inglês, Sagittarius Dwarf Spheroidal Galaxy), é uma galáxia satélite da Via Láctea e faz parte do Grupo Local. Com um diâmetro de 10.000 anos-luz, se encontra atualmente a 70.000 anos-luz da Terra e se move em uma órbita polar à 50.000 anos-luz do centro de nossa galáxia.
Descoberta em 1994 por Rodrigo Ibata, Mike Irwin e Gerry Gilmore, se tratava na época a galáxia conhecida mais próxima à nossa — título que perdeu em 2003, em proveito da Galáxia Anã do Cão Maior. Situa-se em um local oposto ao Sistema Solar em relação ao centro galáctico, o que a converte em um objeto muito difícil de observar, embora ela ocupe uma grande região do céu.
SagDEG parece ser uma antiga galáxia. As análises espectroscópicas parecem indicar que possua pouca poeira interestelar e que está composta principalmente por estrelas de população II, velhas e pobres em metais.
SagDEG deverá atravessar o disco galáctico da Via Láctea nos próximos 100 milhões de anos e será finalmente engolida por nossa galáxia. Parece que no início se tratava de uma galáxia anã esferoidal, mas foi atingida consideravelmente pelas marés gravitacionais da Via Láctea. Um grande número de estrelas e uma corrente gás parecem dispersos ao longo de sua órbita. Quatro aglomerados globulares pertencentes a Via Láctea têm visivelmente suas origens em SagDEG: M54, Arp 2, Terzan 7 e Terzan 8. Realmente, se pensa que M54 faz parte desta galáxia e não da Via Láctea, e incluindo foi sugerido que pode ser seu núcleo.
Estudos divergem para saber se SagDEG está em órbita há muito tempo (alguns falam de vários milhares de milhões de anos) ou se é uma recente companheira.
Nota: SagDEG não deve ser confundida com a SagDIG, a Galáxia Anã Irregular de Sagitário, uma pequena galáxia distante 4 milhões de anos-luz.